# Margit Vinberg
Margit Hanna Vinberg, född Simkowsky 29 juli 1907 i Härnösand, död 7 april 1987, var en svensk journalist och författare.

## Biografi
Vinberg, som var dotter till stadsläkare Herman Simkowsky och Ida Gellberg, avlade studentexamen vid Härnösands högre allmänna läroverk 1925 och studerade vid Grenobles universitet 1926 och vid Uppsala universitet 1926–1927. Hon var medarbetare i Västernorrlands Allehanda 1928, i Sundsvalls-Posten 1931–1933 och i Östgöten 1934–1936. Hon var anställd på tidningen Idun 1936–1953 och Vecko-Journalen 1954–1980 och Allt om Mat sedan 1980. Tillsammans med Ragnar Sjöberg översatte hon Pearl S. Bucks The First Wife till svenska (Den första hustrun, 1938).
Vinberg var gift första gången 1930–1936 med Henry Muscat (död 1936) och andra gången 1941 med byråchef Erik Vinberg.